# Pavona
Pavona è una località del Lazio il cui territorio è suddiviso tra i comuni di Roma, Albano Laziale e Castel Gandolfo.
Si trova lungo la via Nettunense e dista circa 25 km dal centro di Roma, 4,3 km da quello di Albano, circa 6 da quello di Castel Gandolfo e 5,6 da Ariccia.

## Storia
Ai tempi dello sbarco di Enea nel Lazio, la zona di Pavona era abitata dalla ninfa Giuturna, sorella di Turno re di Ardea, la quale ha lasciato il proprio nome a una sorgente e all'omonimo lago di Giuturna, oggi Laghetto. In epoca arcaica sul vicino Monte Savello sorse la città latina di Apiolae, distrutta dal re di Roma Tarquinio Prisco alla fine del VII secolo a.C.. A Monte Savello è conservato un cornicione in marmo con dedica ad Apollo, pertinente ad un tempio che in antico sorgeva sulla cima del colle. Ai piedi del colle, in via Valle Pozzo, è venuta alla luce una necropoli dell'età del Ferro (X-IX secolo a.C.), connessa con la cittadella di Apiolae.
In seguito alla distruzione di Apiolae sul colle sorse un insediamento di epoca romana noto come Vicus Sulpicius, retto giuridicamente da alcuni vicomagistri, dal quale derivò la successiva Domusculta Sulpiciana di età altomedievale, ovvero un insediamento rurale a conduzione agricola.
Altro importante insediamento altomedievale nel territorio di Pavona fu quello di S. Eufemia, in seguito corrotto in S. Fumia, risalente al VII secolo d.C. e costituito da un casale con annessa chiesa e torre, un adiacente mulino, un pozzo altomedievale (tuttora conservato) ed un'area funeraria paleocristiana del V-VI secolo.
A Pavona si conserva anche un bellissimo mausoleo romano, in opera laterizia del II secolo d.C., trasformato nel Medioevo nella chiesa di S. Maria in Fornarola, con torretta soprastante. Da segnalare anche la presenza in zona dell'emissario di Pavona, un cunicolo sotterraneo risalente ad epoca romana (forse del IV secolo a.C.), che scaricava le acque del laghetto di Giuturna nel fosso di S. Fumia, e ancora noto nel Medioevo come Formellum. Nel corso del Duecento si assiste alla fondazione di Castel Savelli, sotto i pontefici Onorio III e Onorio IV, ambedue della famiglia Savelli ed originari di Albano.
Adiacente ai resti del castrum medievale si conserva oggi la chiesetta medievale di S. Teodoro, forse eretta dai soldati bizantini nel VI secolo ed in seguito interamente restaurata nel XIII secolo. Nel 1611 infine papa Paolo V riattivò l'emissario di Pavona per il parziale prosciugamento del laghetto di Giuturna, le cui acque ristagnanti nuocevano alla salubrità della zona.
Nella prima metà dell'Ottocento venne eretta la bella villa del cardinale Sala (oggi Scaramella-Manetti), con adiacente casale, stalle, granaio e mulino. Pavona nasce intorno agli anni venti del XX secolo, come centro agricolo e come luogo di svernamento per molti pastori provenienti dalle regioni limitrofe. Dalla raccolta dei racconti orali di Michele Lucci, ultracentenario del posto morto nel 2002, pubblicazione a cura del gruppo "amici di Michele" (I Quaderni delle Mole:Biografia di un centenario, n.1, 1996) , si testimonia: "quando il signor Giuseppe Lucci, padre di Michele, abitava a Palazzo Morgana (oggi la parte amministrata dal comune di Roma, ndr), a Pavona non c'era ancora la chiesa, la messa veniva celebrata dentro una stanza del Casale Sterbini.
Il signor Giuseppe, che era un benefattore di questa comunità cristiana, comprò una statua di San Giuseppe, suo patrono, per esporla alla venerazione dei fedeli. In tal modo la statua di S.Giuseppe restò per molti anni in questa cappella. Quando giunse il momento della costruzione della chiesa attuale, della parrocchia di Pavona di Albano Laziale, si cercava il nome di un santo patrono significativo. Qualcuno fece notare che lì a Pavona da molti anni era venerata questa statua di S.Giuseppe. Fu così che la Parrocchia di Pavona ricevette il nome di San Giuseppe, sposo della Beata Vergine Maria."

## Monumenti e luoghi d'interesse
Tra le costruzioni più antiche c'è indubbiamente la stazione ferroviaria: la linea ferroviaria Roma-Velletri (ad oggi in esercizio) fu infatti inaugurata nel 1863 da papa Pio IX. 
Poi c'è Villa Contarini, originariamente un convento, poi acquistato dall'ingegner Contarini, ora di proprietà del comune di Albano Laziale. Questo luogo fu probabilmente costruito su vecchi ruderi romani (nella zona di Pavona sono numerosi i reperti di antiche ville romane) e fu durante la seconda guerra mondiale luogo di riparo dai bombardamenti alleati che da Anzio risalivano tramite la via Nettunense a Roma. 
C'è poi La Vittoria (ad oggi azienda agricola) e La Penna (un'azienda vinicola - ristorante).
C'è infine il Casale della famiglia Sterbini, una delle prime famiglie di coloni, che oltre a possedere molte terre nella campagna pavonense, dà il nome anche al palazzo (peraltro ancora in possesso della famiglia) sito proprio nel centro urbano: appunto Casale Sterbini.
Anche la Ferramenta Toppi (Creata all'incirca nel 1955/6 )molto significativa nella storia di Pavona.

## Cultura

### La scuola
Prima del 1947 le elementari erano sistemate alla Vittoria, poi furono trasferite al Casale Sterbini. 
Ad oggi Pavona ospita un asilo, una scuola elementare e due scuole medie, una situata nella zona del comune di Albano e l'altra nella zona di Castel Gandolfo. Dislocate nel centro abitato non distanti tra loro e non distanti dalla piazza centrale, formano un istituto comprensivo organizzato in maniera verticale sotto un unico preside.

### La biblioteca
La biblioteca di Pavona è stata inaugurata nel 1976. Inizialmente situata in via Alessandria, fu poi trasferita presso l'edificio della stazione ferroviaria, per raggiungere infine, nel maggio del 1982, l'attuale collocazione in un edificio apposito in Via Roma. Questa istituzione (che possiede oltre 10000 volumi, di cui più di mille per ragazzi) grazie alle molteplici attività culturali svolte nel suo interno rappresenta l'unico punto di riferimento culturale e di aggregazione sociale nel territorio. La Biblioteca fa parte del Sistema Bibliotecario Castelli Romani Archiviato il 19 novembre 2007 in Internet Archive. permettendo la consultazione del catalogo on-line ed effettua naturalmente il prestito interbibliotecario con le biblioteche che fanno parte del progetto.

### Le tradizioni popolari

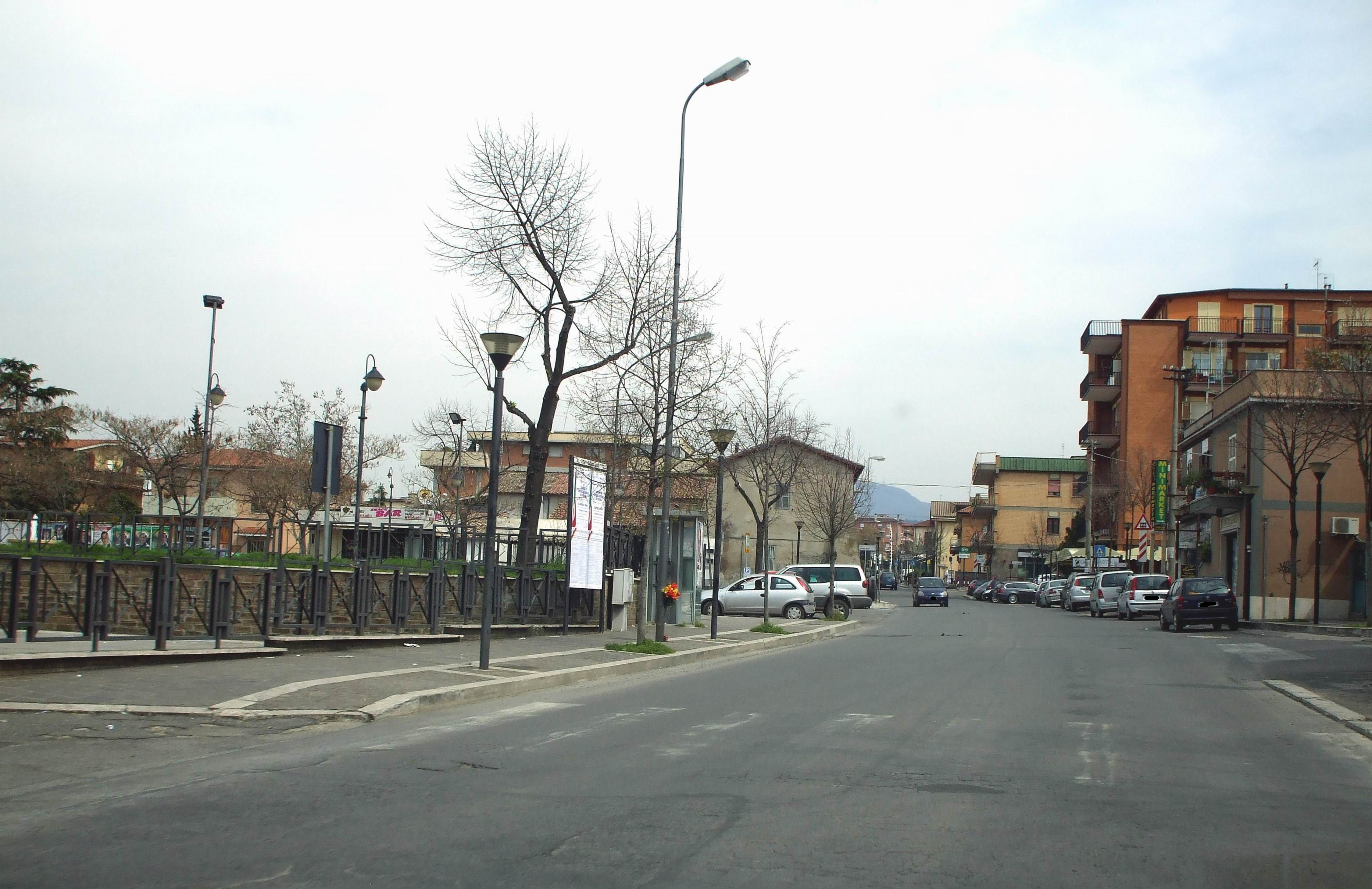
Pavona di Albano Laziale, via del Mare e p.zza Berlinguer

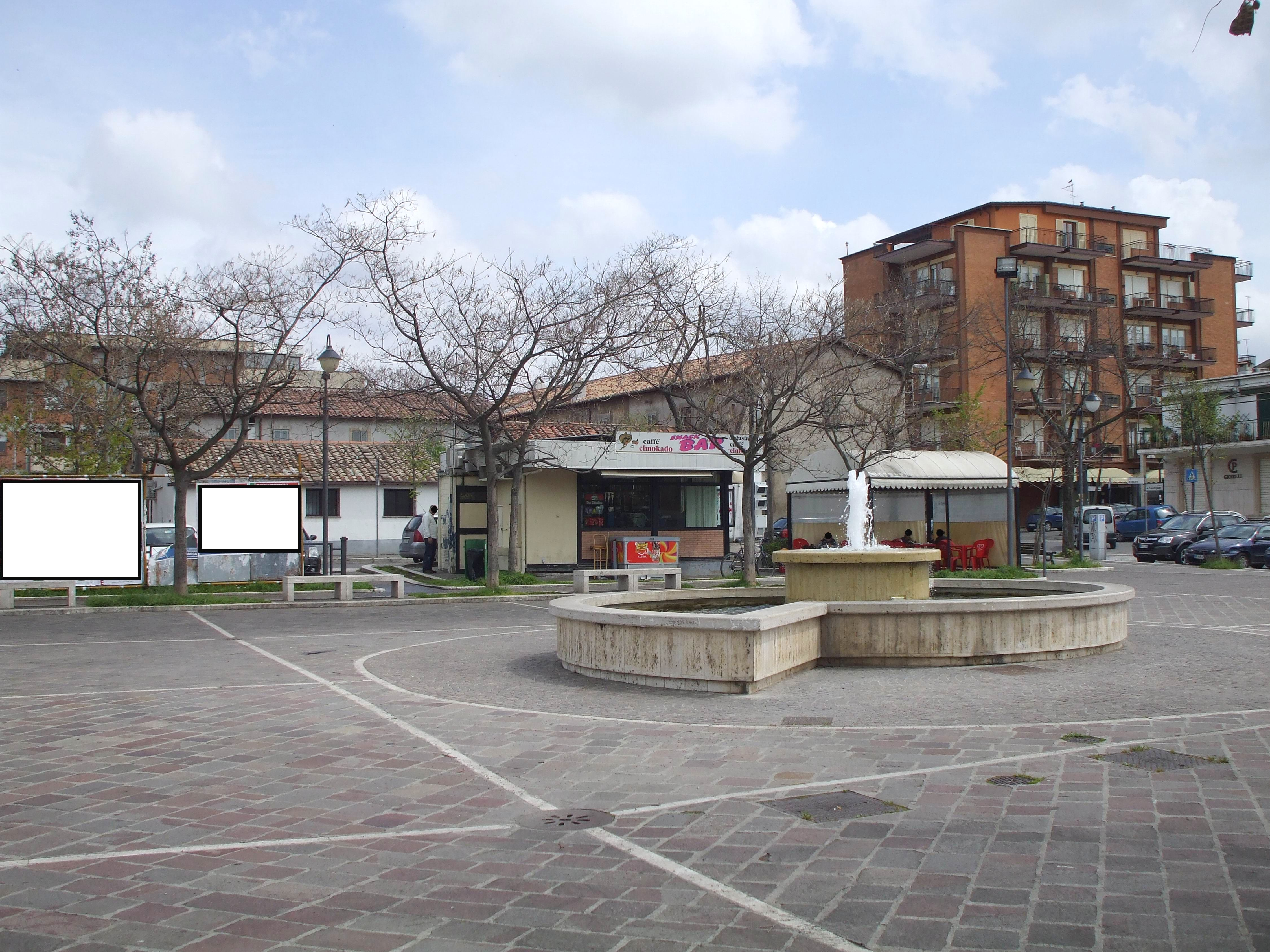
Particolare di p.zza Berlinguer e la fontana

Pavona si distingue dal resto dei paesi dei castelli romani non per una sagra specifica, ma per delle piccole feste rese importanti: è infatti molto viva la tradizione del carnevale che viene organizzato da un comitato festeggiamenti della frazione col contributo sia partecipativo sia economico di tutta la popolazione che allestisce carri allegorici, bande e gruppi mascherati. Lo stesso comitato si occupa anche dell'organizzazione della festa del santo patrono, San Giuseppe dei lavoratori, che viene appunto festeggiato il Primo Maggio con giochi popolari e vari spettacoli ludici. Sono sentite e partecipate dalla cittadinanza molte altre festività, sia religiose sia non, come la festa di Sant'Antonio abate, organizzata dal Circolo Ricreativo Libertas.

### Oratorio
La comunità di Pavona dispone anche di un oratorio nella parrocchia di S. Eugenio I, papa.
L'oratorio "Pavona 3000" dispone di un campo da calcetto in sintetico e altri campetti (basket e calcetto) in cemento, di un teatro prenotabile per feste o altro e diverse salette dietro la chiesa. Nella parrocchia ci sono diversi gruppi dediti all'animazione e alla vita dell'oratorio (LDF, GRIC e Doc); in estate vengono programmati (come nelle altre parrocchie e diocesi) eventi quali "Estate Ragazzi" e campi.

### Scout
A Pavona risiede anche il gruppo scout Agesci Pavona 1, impegnato sul territorio dal 1988. Tale realtà contribuisce all'educazione dei giovani a un civismo responsabile mediante lo sviluppo delle proprie attitudini fisiche, morali, sociali e spirituali. Il metodo educativo si basa sull'imparare facendo attraverso attività all'aria aperta e in piccoli gruppi. La sede scout è situata nella parrocchia di Sant'Eugenio.
Inoltre è presente un gruppo CNGEI appartenente alla sezione dei Colli Albani.

## Amministrazione
Pavona amministrativamente è divisa in tre diversi comuni: possiamo ritrovare una rilevante parte residenziale ed industriale sotto Albano Laziale; una vasta parte agricola sotto Roma e un'ulteriore consistente parte residenziale sotto Castel Gandolfo. Nello specifico abbiamo:

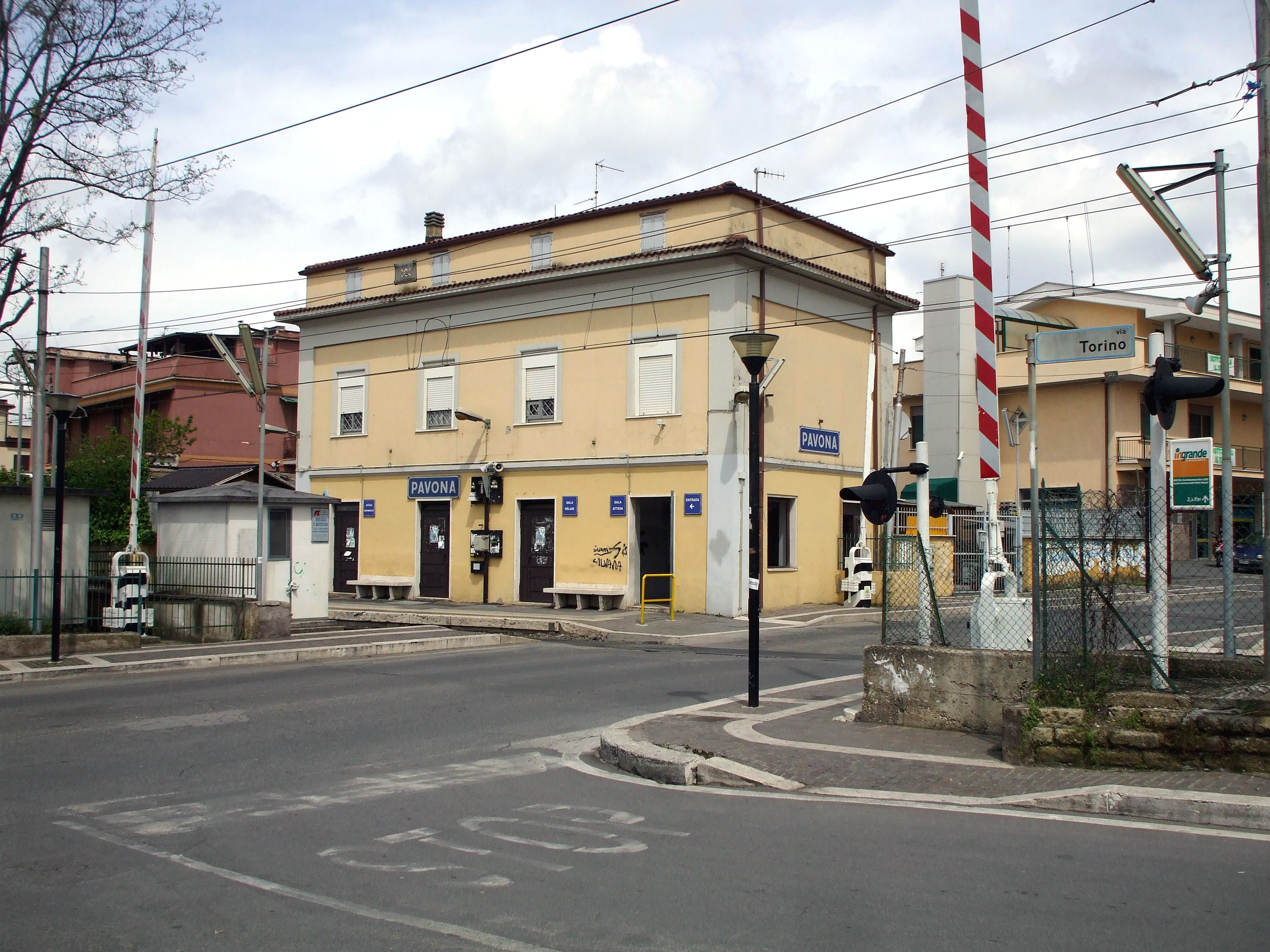
La stazione ferroviaria di Pavona

### Albano Laziale
Pavona è capoluogo della terza circoscrizione di Albano Laziale e insieme a Cecchina (capoluogo della seconda circoscrizione) ne costituisce l'intero comune; ne è parte la porzione maggiore di territorio, ove risiedono circa 8 000 abitanti, Pavona stricto sensu, ovverosia la parte più densamente popolata che si sviluppa intorno alla via principale, a cui appartengono non solo le due piazze e la stazione ferroviaria, ma anche il centro del paese, nonché la zona industriale del comune stesso.

### Castel Gandolfo

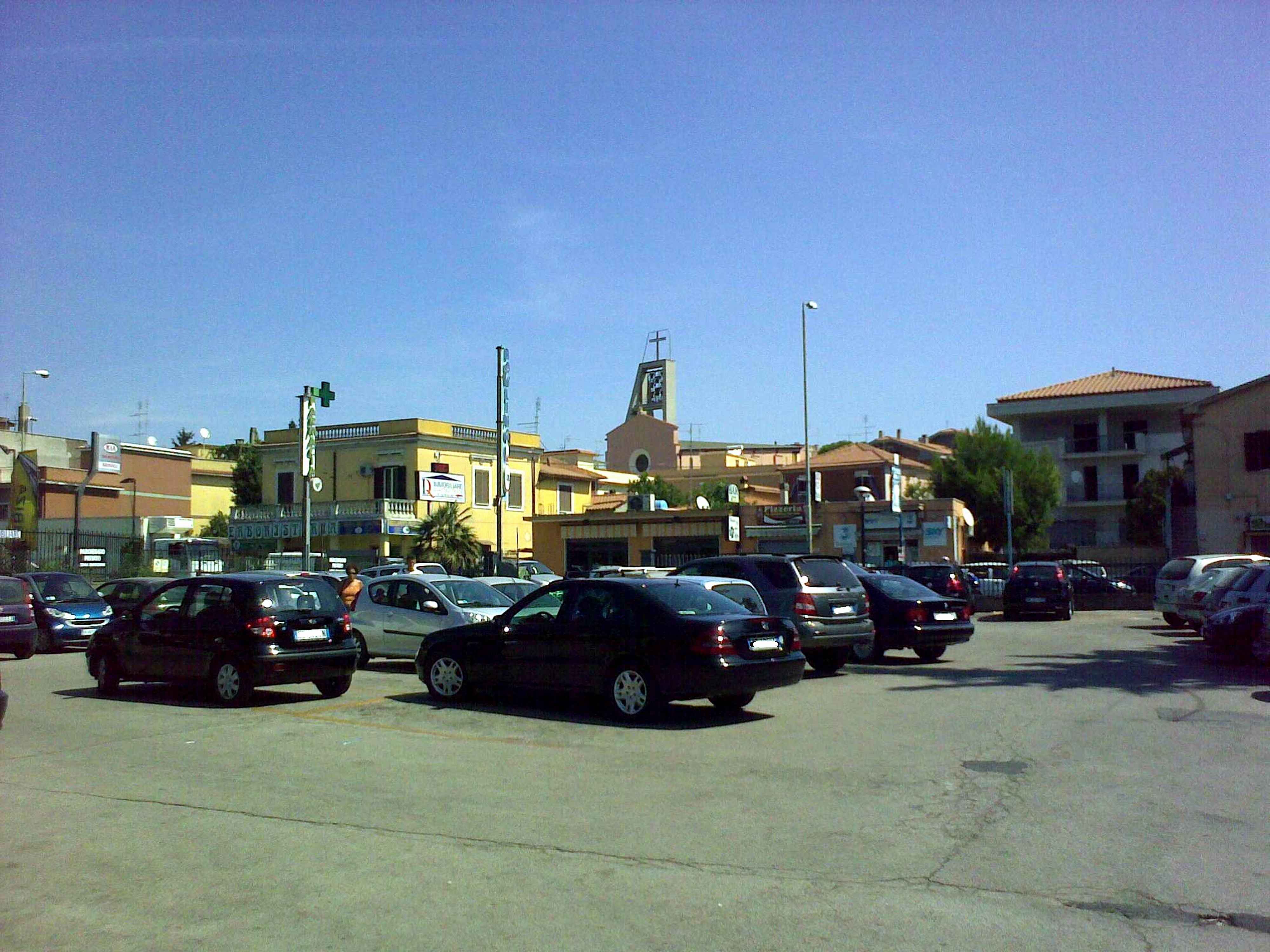
Pavona-Laghetto di Castel Gandolfo.

Pavona "Laghetto", nome derivante dal fatto che è sita in prossimità della ex-conca di un cratere naturale del Vulcano Laziale; conta circa 3 500 abitanti, ovvero più del 50% degli abitanti del comune di Castel Gandolfo (il cui nucleo originario si risolve nel centro storico, nella residenza estiva del papa, negli esercizi commerciali ed in relativamente pochi residenti), del quale quindi risulta la parte residenziale.

### Roma

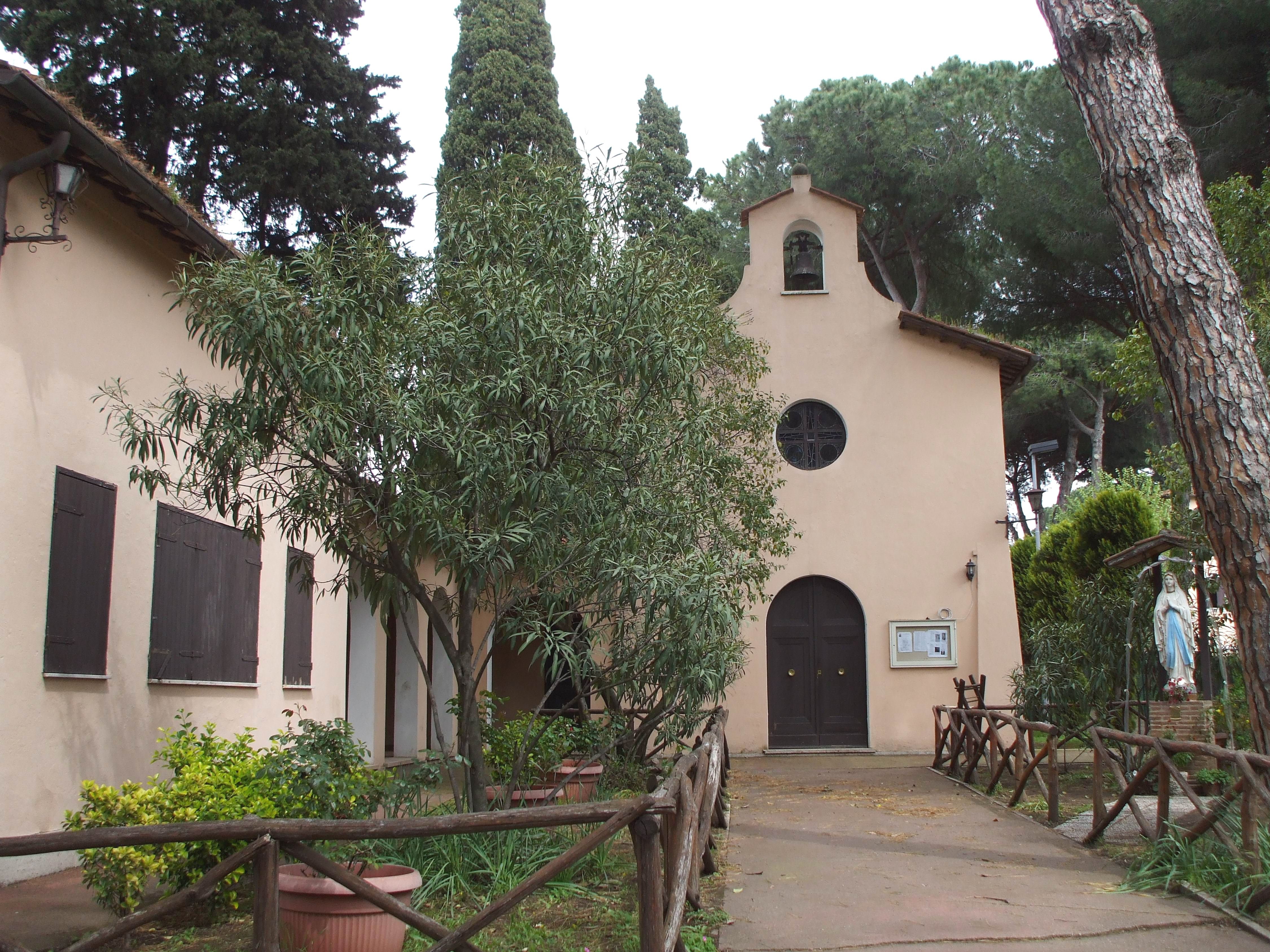
Pavona, Palazzo Morgano (RM), la chiesa di Santa Teresa d'Avila

Pavona "Palazzo Morgano", culturalmente più legata ai Castelli Romani che a Roma città, che è parte del IX Municipio della capitale (Roma Eur, in precedenza XII municipio). La zona è molto ampia e include tutta la campagna pavonense, essendo gran parte del suolo a destinazione agricola se non in pochi nuclei abitativi: la residenza infatti è di circa 2 000 abitanti.

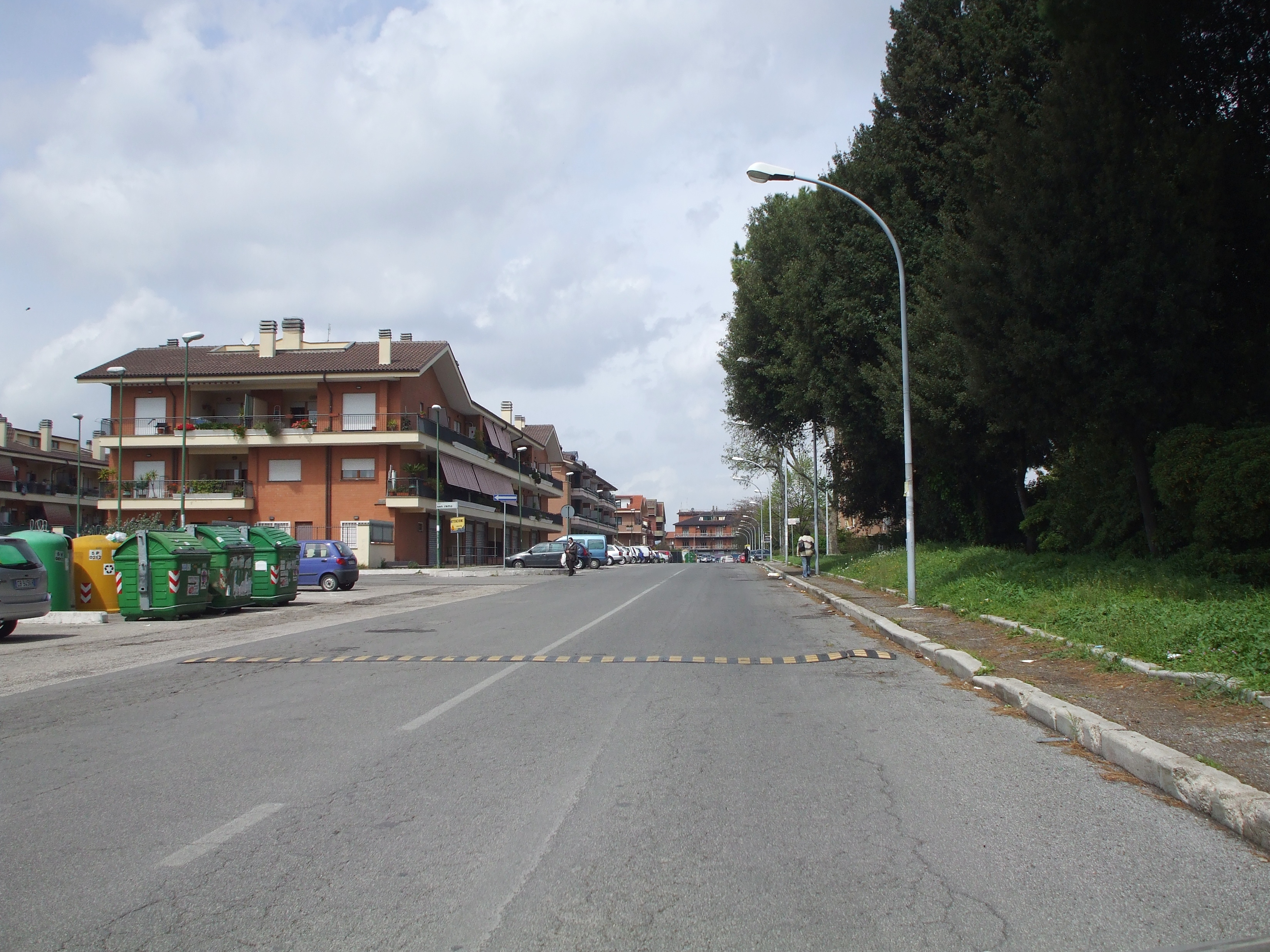
Pavona di Albano Laziale, via Roma, strada di collegamento tra la via del mare e via Piani di Monte Savello

## Infrastrutture e trasporti
Nel suo intero senza seguire i confini amministrativi, è più o meno racchiusa in quattro arterie importanti che la collegano ai paesi limitrofi: ad est circa dalla ex Strada statale 207 Nettunense oggi SR207 (o meglio indefinitamente si estingue progressivamente presso le zone confinanti: Monte Savello, Madon di Coccio, Le Mole e Fontanella) e ad ovest dalla Strada Provinciale 3e Via Ardeatina, a Nord da via Santa Fumia e a Sud dalla via Cancelliera; è attraversata, da est a ovest, dalla SP 101/a che collega Albano Laziale a Torvaianica passando per il centro cittadino, strada percorsa anche dai mezzi pubblici regionali (Co.Tra.L.) e comunali (Onorati). A Pavona fermano anche i treni che transitano sulla linea della ferrovia Roma-Velletri.

## Sport

### La pallavolo
L'Associazione Dilettantistica Sportiva di Promozione Sociale Sporting Pavona promuove in Pavona lo "Sport Per Tutti Nessuno Escluso", pallavolo ed atletica le discipline sportive organizzate dall'ente.
Il sodalizio è iscritto al Registro nazionale delle Associazioni e Società Sportive Dilettantistiche.

### Il calcio a 5
L'Associazione Sportiva Dilettantistica "Atletico Pavona", di ispirazione oratoriale, promuove il futsal come mezzo e non solo come fine. Promuove ed organizza manifestazioni benefiche e di solidarietà internazionali.

## Curiosità
- Pavona è nominata nel ben noto capolavoro di Carlo Emilio Gadda, Quer pasticciaccio brutto de via Merulana.
- A Pavona è ambientato il romanzo Salto Mortale di Luigi Malerba.